# 西藏自治区司法中心医院
西藏自治区司法中心医院是隶属于中华人民共和国西藏自治区司法厅的中心医院。该医院坐落在西藏自治区拉萨市扎基路10号，紧邻西藏自治区监狱。该医院主要为西藏自治区司法系统服务，服务对象也包括西藏自治区各监狱的服刑人员。

## 沿革
该医院于2000年开始组建，2002年基本建成。2004年11月3日，该医院挂牌成立。2004年成立时，该医院有医护人员30多名，具备了常规医院的医疗技术条件，床位共有60张。